# Frykman (Fahrzeughersteller)
Frykman war ein US-amerikanischer Hersteller von Automobilen.

## Unternehmensgeschichte
August Frykman betrieb zusammen mit seinem Bruder Victor den Souris Blacksmith and Machine Shop in Souris in North Dakota. 1908 stellte er sein erstes Automobil her. Der Souris Messenger berichtete am 15. Mai 1908 darüber. Der Markenname lautete Frykman. 1909 folgte ein zweites Fahrzeug, das er an den örtlichen Fleischer Tom Nichol verkaufte. Damit endete die Fahrzeugproduktion. Pläne für einen Omnibus wurden nicht mehr umgesetzt.
Victor Frykman hat 1908 möglicherweise ebenfalls ein Fahrzeug hergestellt.

## Fahrzeuge
Das erste Fahrzeug hatte einen wassergekühlten Zweizylindermotor mit 12 PS Leistung. Die Motorleistung wurde über zwei Ketten an die Hinterachse übertragen. Der Radstand betrug 198 cm. Die Räder waren 36 Zoll bzw. 38 Zoll groß.
Das zweite Fahrzeug hatte einen 20/24-PS-Motor.
Der geplante Omnibus sollte Platz für neun Personen bieten.
Für das Projekt von Victor Frykman ist ein Zweizylindermotor überliefert.